# Paepalanthus cristatus
Paepalanthus cristatus är en gräsväxtart som beskrevs av Harold Norman Moldenke. Paepalanthus cristatus ingår i släktet Paepalanthus och familjen Eriocaulaceae. Inga underarter finns listade i Catalogue of Life.